# Amigo de nadie
Amigo de nadie es una película colombiana de 2019 dirigida y coescrita por Luis Alberto Restrepo. Estrenada el 7 de noviembre de 2019 en las salas colombianas, fue protagonizada por Ricardo Mejía Abaad, Catalina García, Germán Jaramillo, Patricia Tamayo y Juan Pablo Urrego.

## Sinopsis
Julián es un hombre de Medellín que cometió un asesinato en su infancia, en una época en la que la capital antioqueña era una de las ciudades más violentas del planeta. Este hecho, sin embargo, pasó totalmente desapercibido y se convirtió en un simple recuerdo. Actualmente debería llevar una vida acomodada gracias al dinero de su familia, pero la violencia regresa a su vida y lo obliga a solucionar sus conflictos de la misma manera.

## Reparto
- Ricardo Mejía Abaad
- Catalina García
- Germán Jaramillo
- Patricia Tamayo
- Juan Pablo Urrego